# Goldust
Dustin Patrick Runnels (11 d'abril de 1969 -), és un lluitador professional dels Estats Units, que treballa actualment a l'empresa World Wrestling Entertainment (WWE), lluitant en la seva marca ECW sota el nom de Goldust. Runnels és fill de l'antic lluitador Dusty Rhodes i germà del també lluitador Cody Rhodes.